# Mike Gapes
Mike Gapes, né le 4 septembre 1952, est une personnalité politique britannique.

## Biographie
Mike Gapes né le 4 septembre 1952, étudie au Fitzwilliam College.
Ancien député du parti travailliste, il démissionne en février 2019 avec six collègues pour former The Independent Group, un mouvement politique indépendant.